# لب داروين
لب داروين (بالإنجليزية: Darwin Core)‏ (اختصارًا في كثير من الأحيان إلى DwC) هو امتداد لدبلن كور لمعلومات التنوع البيولوجي. الغرض منه هو توفير مرجع قياسي ثابت لتبادل المعلومات حول التنوع البيولوجي. تعتبر المصطلحات الموصوفة في هذا المعيار جزءًا من مجموعة أكبر من المفردات والمواصفات الفنية قيد التطوير والتي تحتفظ بها معايير معلومات التنوع البيولوجي (TDWG) (المعروفة سابقًا باسم مجموعة عمل قواعد بيانات التصنيف (TDWG)).
داروين كور هو مجموعة من المعايير. يتضمن مسرد للمصطلحات (في سياقات أخرى قد يطلق عليها خصائص أو عناصر أو حقول أو أعمدة أو سمات أو مفاهيم) يقصد به تسهيل مشاركة المعلومات حول التنوع البيولوجي عن طريق تقديم تعريفات مرجعية وأمثلة وتعليقات. يستند داروين كور في المقام الأول على الأصناف، وحدوثها في الطبيعة كما هو موثق بالملاحظات والعينات والعينات والمعلومات ذات الصلة. تتضمن الوثائق القياسية التي تصف كيفية إدارة هذه المصطلحات، وكيف يمكن تمديد مجموعة المصطلحات لأغراض جديدة، وكيف يمكن استخدام المصطلحات. يعد Simple Darwin Core أحد المواصفات لطريقة معينة لاستخدام المصطلحات ومشاركة البيانات حول الأصناف وحدوثها بطريقة منظمة ببساطة. من المحتمل أن يكون المقصود هو اقتراح شخص ما «تنسيق بياناتك وفقًا لداروين كور».
كل مصطلح له تعريف وتعليقات تهدف إلى تعزيز الاستخدام المتسق للمصطلحات عبر التطبيقات والتخصصات. يشار إلى التعليقات المتطورة التي تناقش التعاريف والأمثلة أو تنقحها أو توسعها أو تترجمها من خلال روابط في سمة التعليقات لكل مصطلح. يسمح هذا النهج للتوثيق المعيار للتكيف مع أغراض جديدة دون تعطيل التطبيقات الموجودة. من المفترض أن يكون هناك فصل واضح بين المصطلحات المحددة في المعيار والتطبيقات التي تستخدمها. على سبيل المثال ، على الرغم من عدم توفير أنواع البيانات والقيود في المصطلح تعريفات ، يتم تقديم توصيات حول كيفية تقييد القيم عند الاقتضاء. في الممارسة العملية ، يفصل داروين كور تعريف المصطلحات الفردية ودلالاتها من تطبيق هذه المصطلحات في تقنيات مختلفة مثل XML أو RDF أو ملفات CSV النصية البسيطة. يوفر Darwin Core إرشادات منفصلة حول كيفية تشفير المصطلحات كـXML  أو ملفات نصية..